# Unión Atlético Maracaibo
Unión Atlético Maracaibo was een Venezolaanse voetbalclub uit Maracaibo. De club werd in 2001 opgericht en speelt in de Segunda División. Tussen 2002 en 2009 speelde de club in de hoogste klasse en werd in 2005 landskampioen.

## Erelijst
- Landskampioen

2005

## Bekende (oud-)spelers
- Gilberto Angelucci
- Franco Fasciana
- Adolfo Valencia